# HIFK Helsinki

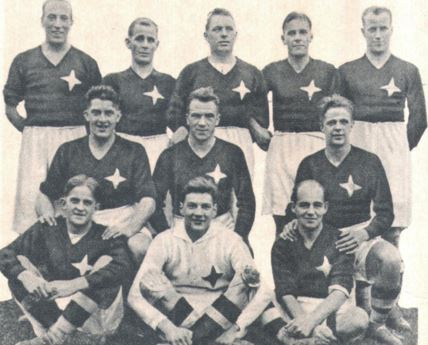
HIFK Helsinki en 1933.

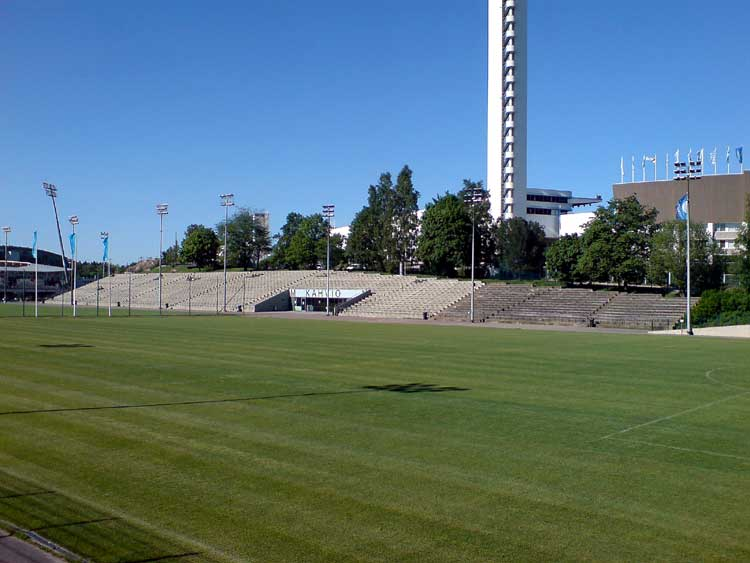
Töölön Pallokenttä

El Idrottsföreningen Kamraterna Helsingfors (traducido como «Asociación Deportiva Camaradas de Helsinki») fue un club de fútbol de Finlandia que jugaba en la Ykkonen, la segunda liga de fútbol más importante del país.

## Historia
Fue fundado en el año 1907, aunque la institución deportiva existía desde diez años antes, en la capital, Helsinki. Era el equipo deportivo más viejo del país y estaba vinculado a otros deportes como hockey sobre hielo, bandy, floorball, balonmano, atletismo y boliche. El equipo nació en el mismo año que la Federación de Fútbol de Finlandia y su mejor época ha sido la de los años 70.
Ha sido campeón de la liga en siete ocasiones y una vez finalista del torneo de copa. A nivel internacional, participó en tres torneos continentales, en los cuales nunca pudo superar la segunda ronda.
A principios de 2024 la división de fútbol del club inició los trámites para declararse en bancarrota y finalmente fue disuelto el 4 de enero debido a los problemas financieros que sufría.
Los directivos del club deportivo original crearán un nuevo equipo que se inscribirá en la Kolmonen, última categoría del fútbol finés, a partir de la temporada 2024.

## Palmarés
- Primera División de Finlandia: 7

1930, 1931, 1933, 1937, 1947, 1959, 1961
- Ykkönen: 2

2014, 2018
- Copa de Finlandia: 0
  - Finalista: 1

1959

## Participación en competiciones de la UEFA
| Temporada | Torneo       | Ronda      | Club          | Marcadores | Global |
| --------- | ------------ | ---------- | ------------- | ---------- | ------ |
| 1960–61   | European Cup | Preliminar | IFK Malmö     | 1–3, 1–2   | 2–5    |
| 1962-63   | European Cup | Preliminar | Austria Viena | 3–5, 0–2   | 3–7    |
| 1971–72   | UEFA Cup     | 1          | Rosenborg BK  | 0–3, 0–1   | 0–4    |

## Jugadores

### Jugadores destacados
- Åke Lindman
- Hannu Kankkonen
- Teemu Kankkunen
- Frans Karjagin
- Martti Kuusela
- Ragnar Lindbäck
- Matti Paatelainen
- Anders Westerholm
- Gunnar Åström
- Beto Bastos